# Ам-су-Варсбер
Ам-су-Варсбе́р (фр. Ham-sous-Varsberg) — коммуна на северо-востоке Франции в регионе Гранд-Эст (бывший Эльзас — Шампань — Арденны — Лотарингия), департамент Мозель, округ Форбак — Буле-Мозель, кантон Буле-Мозель.

## Географическое положение

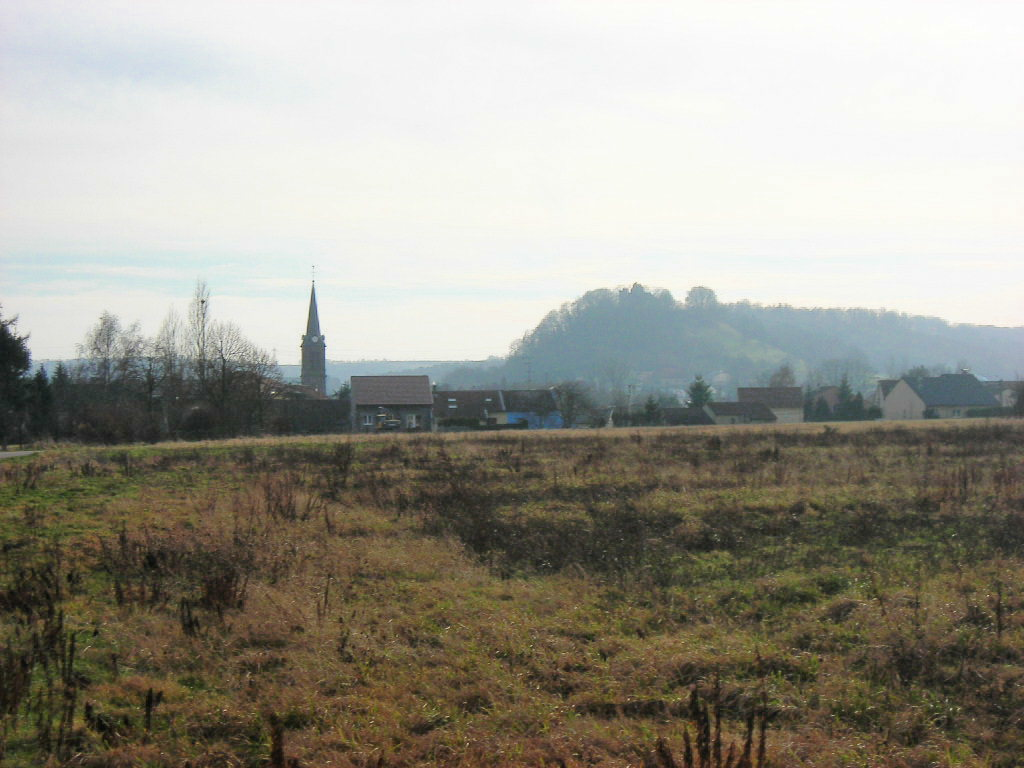
Вид на город.

Ам-су-Варсбер расположен в 35 км к востоку от Меца. Соседние коммуны: Крёцвальд на северо-востоке, Дьезан на востоке, Порселет на юге, Бушпорн, Варсбер, Бистан-ан-Лоррен, Обервис и Нидервис на юго-западе, Гертен на северо-западе.
Стоит на реке Бист.

## История
- Следы древнеримского некрополя.
- В средние века с XI века Ам-су-Варсбер зависел от сильного сеньората де Варсбер. Два городских замка позволяли контролировать долину обширного леса Варндт. Сеньор де Варсбер поддержал графа Антуана де Водемон против герцога Лотарингии Рене Анжуйского Доброго в битве под Бюльньевилем 2 июля 1431 года. В результате оба замка были разрушены армией герцога.
- Старый Варсбер так и не оправился от разрушения, стал оплотом разбойников и был снесён по приказу епископа Конрада II Байера де Боппар. Новый Варсбер отстраивался вплоть до 1834 года, когда сэры де Варсбер покинули Францию и перебрались в Австрию.

## Демография
По переписи 2008 года в коммуне проживало 2767 человек.

## Достопримечательности

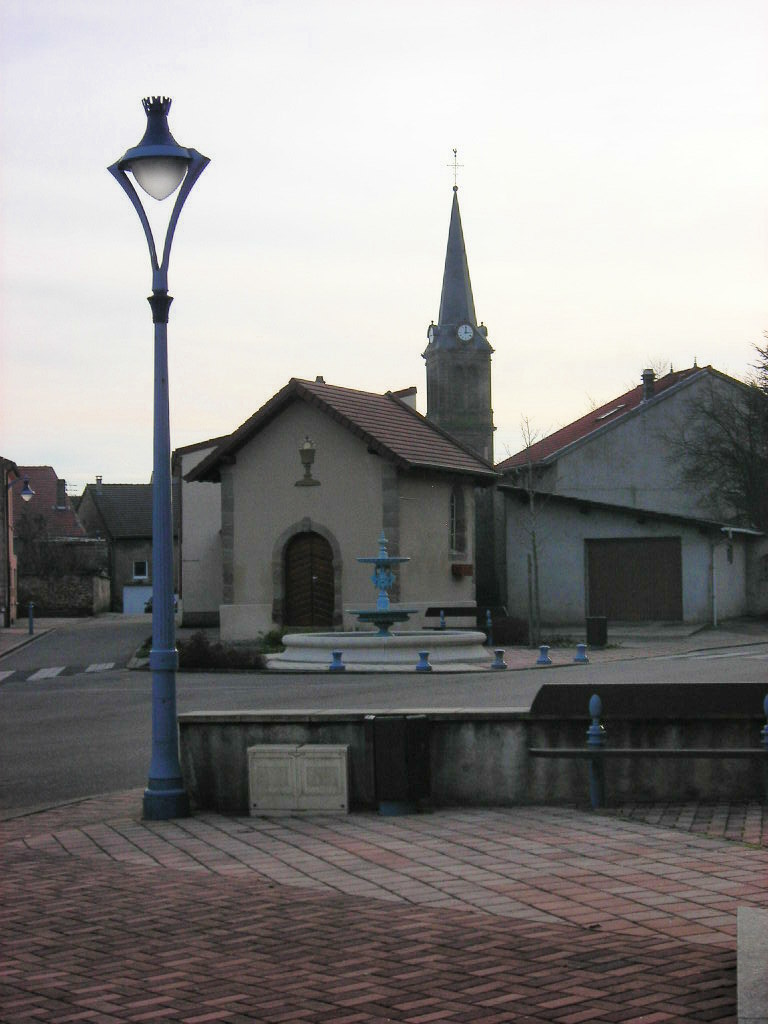
Часовня при городской церкви.

- Развалины старого замка, сооружённого в 1258 году, расположены на холме, называемом Гесбер.
- Второй замок, называемый Гран-Вернеспер, возвышается над окрестностями. Сохранились элементы XIII—XV веков, но в основном реконструирован в XIX веке. Часовня в неоготическом стиле сооружена в 1881 году.
- Церковь Сен-Ламбер сооружена в 1820 году.
- Часовня при церкви датируется 1663 годом, статуи святых Петра и Павла XVI века.